# 尼古拉·拉维奥罗夫
尼古拉·帕夫洛维奇·拉维奥罗夫（俄语：Николай Павлович Лавёров，1930年1月12日—2016年12月27日），苏联及俄罗斯地质学家、地球化学家。苏联部长会议副主席兼国家科委主席（1989年－1991年）。苏联副总理（1991年）。俄罗斯科学院副院长（1991年－2013年）。

## 生平
1930年生于北方邊疆區科諾沙區波扎里谢村。农民家庭出身。1938年至1945年在克利莫夫斯克的学校读书。1954年12月以优异成绩毕业于莫斯科有色金属和黄金学院地质勘探系。之后留校深造，攻读研究生课程。1958年以一篇关于南哈萨克斯坦的铀矿床论文获得副博士学位。
1958年至1966年，在苏联科学院金属矿床地质学、岩石学、矿物学和地球化学研究所中亚地质局工作，历任研究员、高级研究员和主任。主要研究放射性物质的沉积。1966年调职至苏联地质部工作，担任地质监督局办公室副主任。1968年至1972年担任全苏地质基金会主席。1973年1月获得全博士学位。1976年升任教授。1979年3月当选苏联科学院通讯院士。1987年12月当选院士。1988年10月20日，当选为苏联科学院副院长。1989年至1991年，苏联部长会议副主席。1990年至1991年，苏共中央委员会委员。1989年7月17日被任命为苏联国家科学技术委员会主席。1991年1月15日至8月28日，苏联副总理。
2016年12月27日去世。葬于新圣女公墓。